# Katrine Moholt
Katrine Moholt, född 21 september 1973 i Nannestad, är en norsk programledare och sångerska. Moholt studerade teater och skådespeleri vid Romerike Folkehøgskole och Teaterakademiet. Hon inledde sin karriär som nyhetsuppläsare 1997. År 2001 blev hon anställd hos TV 2 där hon blev programledare för Gjett hva jeg gjør. Hon har också varit programledare för program som Tre gode naboer, Nr. 19 och Jakten på kjærligheten (norsk version av Bonde söker fru). År 2006 vann Moholt den norska versionen av Let's Dance som heter Skal vi danse. I dag leder hon programmet. Sedan 2007 leder hon även allsångsprogrammet Allsång på gränsen på TV 2. Programmet sänds även i svensk TV på Sjuan. 
2008 släppte Moholt sitt debutalbum Sweethearts på skivbolaget Universal Music.
Moholt är gift med den tidigare fotbollsspelaren Snorre Harstad. Paret har tre barn tillsammans och är bosatt i Nannestad.